# Deuxième attentat-suicide au restaurant Rosh Ha'ir
Le deuxième attentat-suicide au restaurant Rosh Ha'ir est un attentat-suicide qui a eu lieu le 17 avril 2006 au restaurant de chawarma Rosh Ha'ir à Tel Aviv, en Israël. Onze civils israéliens sont tués dans l'attaque et 70 sont blessés, ce qui en fait l'attentat le plus meurtrier en Israël depuis près de deux ans.
L'organisation militante palestinienne Jihad islamique revendique la responsabilité de l'attentat terroriste, le septième attentat-suicide en Israël depuis que les groupes palestiniens sont convenus d'un cessez-le-feu en février 2005.
L'attaque est le deuxième attentat-suicide au restaurant Rosh Ha'ir en 2006. Le précédent attentat, le 19 janvier 2006, avait blessé 31 personnes.

## L'attaque
Le 17 avril 2006, Sami Salim Mohammed Hammed, un étudiant palestinien de Jénine, mène une attaque-suicide en utilisant cinq kilogrammes d'explosifs dans un sac rempli de clous et de fragments métalliques au restaurant de chawarma Rosh Ha'ir près de la gare centrale de Tel Aviv. À ce moment-là, le restaurant est bondé pour le déjeuner. L'explosion tue 11 civils et en blesse plus de 60. C'est l'attentat le plus meurtrier en Israël depuis deux ans,.

## Les auteurs
Le Jihad islamique palestinien revendique la responsabilité de l'attentat et identifie le kamikaze comme étant Sami Salim Hamad, originaire des environs de Jénine en Cisjordanie nord. Selon The Guardian, une cellule du Jihad islamique avait mené six des sept attentats-suicides précédents en Israël depuis que les groupes palestiniens avaient convenu d'un cessez-le-feu en février 2005.

## Réactions
- Israël : Le porte-parole du ministère israélien des Affaires étrangères, Gideon Meir, déclare qu'Israël tient le Hamas pour responsable des attaques, accusant le Hamas de « soutenir toutes les autres organisations terroristes »[4].
- Autorité palestinienne : Mahmoud Abbas, président de l'Autorité palestinienne, déclare que la violence va à l'encontre des intérêts palestiniens et exhorte la communauté internationale à encourager les négociations de paix[3].
- Hamas : Khaled Abu Helal, porte-parole du ministère de l'Intérieur dirigé par le Hamas, qualifie l'attaque de « résultat direct de la politique de l'occupation et de l'agression brutale et du siège commis contre notre peuple. »[3]
- États-Unis : L'administration Bush critique fermement les attaques, les qualifiant de « acte de terreur méprisable pour lequel il n'y a aucune excuse ni justification. »[4]

## Développements ultérieurs
Le leader du Jihad islamique, Elias Ashkar, que Israël accusait d'être derrière l'attaque, a été tué par les troupes israéliennes dans le village de Qabatiya, ainsi que quatre autres Palestiniens, le 14 mai 2006.
En mai 2012, la famille de Daniel Wultz a remporté une affaire devant un tribunal de district américain contre l'Iran et la Syrie pour leur soutien aux "militants palestiniens" dans cette attaque-suicide. Le montant du jugement s'élevait à 323 millions de dollars et marquait la première fois qu'un tribunal américain rendait un jugement contre la Syrie pour des activités liées au terrorisme.